# Всеукраїнські військові з'їзди
Всеукраїнські військові з'їзди — з'їзди представників українізованих фронтових частин російської армії, Чорноморського і Балтійського флотів, військових організацій і товариств, що відіграти велику роль у національному державотворенні, подальшій українізації армії та військовому будівництві в УНР.

## Передумови
На підставі наказу військового міністра Тимчасового Уряду Гучкова від 1 (14) березня 1917 року кожна військова частина російської армії повинна була вибрати для себе комітет солдатських депутатів, до компетенції якого належав контроль зброї та втручання у справи командного складу. Організація комітетів поширилася на всі військові з'єднання. Цей наказ давав право користування безплатним транспортом обраних депутатів і утримання їх за рахунок держави.
Цим правом негайно скористалися українські вояки російської армії для свого національного об'єднання. Вже 9 (22) березня 1917 року на зборах старшин і вояків у Києві вони обрали Тимчасову Військову Раду на чолі з полковником Глинським. На другий день, 10 (23) березня, на військовому вічі вони перетворили її на Тимчасове Військове Бюро з 7 членів, а за тиждень після того, 16 (29) березня, остаточно оформили в два органи: Український Військовий Організаційний Комітет і Український військовий клуб ім. Полуботка. Комітет мав займатися організацією добровольчих українських частин. Він складався з полковника Глинського, як голови, полковника Павла Волошина, як заступника голови, і підпоручника Миколи Міхновського, прапорщика Павелка і прапорщика Ґоца, як членів. Натомість Клуб Павла Полуботка мав бути виховно-пропагандистським осередком для українського війська. Його головою став підпоручник Микола Міхновський. Його заступником був капітан артилерії Ган.
18 квітня (1 травня) 1917 року солдати-українці проголосили створення першої української військової частини. Приблизно через два тижні після зформування Богданівського полку на 5 (18) травня 1917 року був скликаний I Всеукраїнський військовий з'їзд до Києва.

## Загальний огляд
| З'їзд  | Дата                                   | Рішення |
| ------ | -------------------------------------- | --- |
| Перший | 5 (18) — 8 (21) травня 1917            | З'їзд визнав Українську Центральну Раду, підтримав вимогу національно-територіальної автономії України, призначення при Тимчасовому уряді міністра у справах України, створення крайового урядового органу, організацію української армії. Учасники з'їзду обрали Український генеральний військовий комітет на чолі з Симоном Петлюрою.                                           |
| Другий | 5 (18) — 11 (23) червня 1917           | Делегати з'їзду висунули вимогу, щоб Тимчасовий уряд визнавав розпорядження Української Центральної Ради і запропонували УЦР негайно приступити до організації самостійних державних і військових структур. З'їзд вирішив розробити план українізації війська і вжити всіх заходів для негайного втілення його в життя. На з'їзді було обрано Тимчасову Раду Військових Депутатів. |
| Третій | 20 (2) — 30 жовтня (12) листопада 1917 | В своїй резолюції з'їзд вимагав від Центральної Ради негайного проголошення Української незалежної республіки, повної українізації армії і флоту, укладення миру. |